# Droga krajowa B112 (Niemcy)
Droga federalna nr 112 (niem. Bundesstraße 112, B 112) – niemiecka droga krajowa. Rozpoczyna swój przebieg w Forst na węźle z autostradą federalną A15 i kończy się na skrzyżowaniu z drogą B1 w okolicy Küstrin (gmina Küstriner Vorland). Długość trasy wynosi około 112 kilometrów. Arteria przebiega równolegle do granicy z Polską.

## Przebieg
- Brandenburgia
  - Forst (Lausitz)
  - Guben
  - Eisenhüttenstadt
  - Frankfurt (Oder)
  - Lebus
  - Küstriner Vorland

## Historia
Dawna Reichsstraße 112 biegła z Kostrzyna przez Pyrzyce do Szczecina.
Pierwszy odcinek drogi powstał w 1833 roku – z Frankfurtu do Kostrzyna, o długości 26 km. Łączył on dwie trasy z Berlina do Wrocławia (późniejsza Reichsstraße 5) i Królewca (późniejsza Reichsstraße 1).
Odcinek ze Szczecina do Pyrzyc był gotowy w 1850 roku, a dalsza część do Kostrzyna powstała do 1856 r. Jako ostatni zbudowano fragment między Frankfurtem a Guben, w latach 1901–1902.

## Przebudowa i plany
Między Markendorf (B 87) a Booßen (B 5) powstała nowa droga typu 2+1, stanowiąca zachodnią obwodnicę Frankfurtu. Planowane jest przedłużenie trasy na północ, do B 167.
4 lipca 2006 roku otwarto blisko piętnastokilometrową obwodnicę Guben. Według ministerstwa transportu, budownictwa i rozwoju miast Niemiec koszt budowy wyniósł 30 milionów euro.
Ze względu na funkcjonowanie kopalni odkrywkowej Jänschwalde w 2017 roku dokonano zmiany przebiegu trasy pomiędzy Grießen a Groß Gastroße.
W styczniu 2018 roku zaproponowano przedłużenie B 112 z Forst do Spremberg i połączenia z B 156. Gdyby doszło do realizacji planów, rozbudowie uległyby drogi L 482 w okolicy Döbern i L 48 przez Hornow do Spremberg.

## Miejscowości leżące przy B112
Forst, Mulknitz, Bohrau, Briesnig, Grießen, Taubendorf, Gastrose-Kerwitz, Klein Gastrose, Guben, Steindorf, Neuzelle, Eisenhüttenstadt, Ziltendorf, Wiesenau, Brieskow-Finkenheerd, Lossow, Frankfurt nad Odrą, Lebus, Podelzig, Hathenow, Rathstock, Manschnow